# Adaptacja główki

Ludzki płód

Adaptacja główki – pojęcie z zakresu położnictwa, oznaczającego proces przystosowania się przodującej główki płodu do przejścia przez kanał rodny kobiety w trakcie porodu. Jest on możliwy dzięki przemieszczaniu się względem siebie kości czaszki w liniach niezrośniętych jeszcze szwów i odkształceniu się jeszcze miękkich w tym okresie kości czaszki.
Podczas tego procesu następuje zmiana kształtu główki płodu z kulistego na walcowaty (wydłużony w osi miednicy małej). W wyniku adaptacji główki czaszka płodu przyjmuje charakterystyczne kształty (w zależności od ułożenia płodu). Po porodzie odkształcona czaszka dziecka zazwyczaj odzyskuje prawidłowy kształt. Może się jednak zdarzyć, że po czołowych i wierzchołkowych ułożeniach płodu nastąpią trwałe odkształcenia czaszki, które mogą uwidocznić się nawet w wieku dojrzałym. Nie wywierają one jednak negatywnego wpływu na rozwój umysłowy człowieka, są jedynie kwestią wyglądu zewnętrznego.